# Trichopterigia macularia
Trichopterigia macularia là một loài bướm đêm trong họ Geometridae.